# Concistori di papa Urbano II

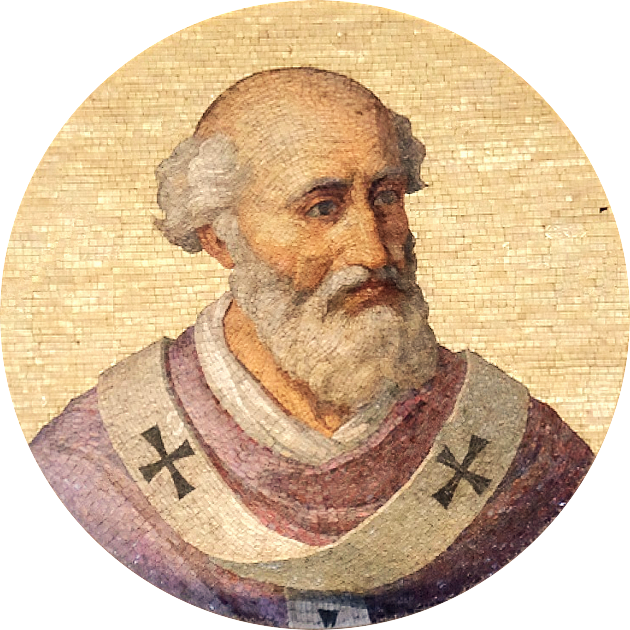
Papa Urbano II

Questa voce raccoglie l'elenco completo dei concistori per la creazione di nuovi cardinali presieduti da papa Urbano II, con l'indicazione di tutti i cardinali creati di cui si hanno informazioni documentarie (71 nuovi cardinali in 10 concistori). I nomi sono posti in ordine di creazione.

## 1088 (I)
- Domnizzone, creato cardinale vescovo di Sabina (morto ca. 1090)
- Odon de Châtillon, O.S.B.Clun., creato cardinale vescovo di Ostia (morto ca. marzo 1101)
- Pietro di Porto, creato cardinale presbitero dei Santi Silvestro e Martino (morto nel 1134)
- Amico, senior, O.S.B., abate del monastero di S. Lorenzo fuori le mura (Roma); creato cardinale presbitero di Santa Croce in Gerusalemme (morto ca. 1122)
- Giovanni, creato cardinale presbitero di Sant'Anastasia (morto ca. 1115)
- Gregorio, creato cardinale presbitero di San Crisogono (morto ca. 1092)
- Gianroberto Capizucchi, creato cardinale presbitero di San Clemente (morto nel 1128)
- Roberto da Parigi, creato cardinale presbitero di Sant'Eusebio (morto dopo marzo 1112)
- Bone, senior; creato cardinale presbitero dei Santi Giovanni e Paolo (morto ca. 1098)
- Riso, creato cardinale presbitero di San Lorenzo in Damaso (morto nel 1118)
- Leone, creato cardinale presbitero di San Marco
- Alberico, creato cardinale presbitero di San Pietro in Vincoli (morto verso novembre 1100)
- Gregorio, creato cardinale presbitero di Santa Prisca (morto nel 1122)
- Alberico, creato cardinale presbitero di Santa Sabina (morto ca. 1092)
- Paolo Gentili, creato cardinale presbitero di San Sisto (morto dopo il 1106)
- Benedetto, creato cardinale presbitero (titolo ignoto) (morto nel 1118)
- Landolfo Rangone, creato cardinale presbitero di San Lorenzo in Lucina (morto nell'agosto 1119)
- Giovanni da Gaeta, O.S.B.Cas., creato cardinale diacono di Santa Maria in Cosmedin; poi eletto papa con il nome di Gelasio II il 24 gennaio 1118 (morto nel 1119)
- Gregorio Paparoni, O.S.B., abate del monastero di Subiaco; creato cardinale diacono di Santa Maria in Trastevere (titolo cardinalizio) (morto ca. 1099)
- Gregorio, creato cardinale diacono di Sant'Eustachio (morto nel 1099)
- Raniero, creato cardinale diacono di San Giorgio in Velabro (morto ca. 1099)
- Cosma, creato cardinale diacono di Santa Maria in Aquiro (morto dopo aprile 1139)
- Giovanni, O.S.B., creato cardinale diacono di Santa Maria in Domnica (morto nel maggio 1117)
- Pagano, creato cardinale diacono di Santa Maria Nuova (morto nel 1101)
- Leone Marsicano, O.S.B.Cas., creato cardinale diacono dei Santi Vito e Modesto (morto nel 1116)
- Azone, creato cardinale diacono (diaconia ignota)

## 1090 (II)
- Ubaldo, creato cardinale vescovo di Sabina (morto dopo aprile 1094)
- Bovo, creato cardinale vescovo di Labico (morto dopo aprile 1111)
- Oddone, creato cardinale vescovo di Albano (morto ca. 1096)
- Giovanni, creato cardinale diacono di Sant'Adriano al Foro (morto ca. 1099)

## 1091 (III)
- Gualterio, creato cardinale vescovo di Albano (morto nel 1101)
- Rangier, O.S.B., creato cardinale presbitero di Santa Susanna (morto dopo marzo 1112)

## 1092 (IV)
- Berardo, creato cardinale vescovo di Palestrina (morto ca. 1098)
- Bruno, creato cardinale presbitero di Santa Sabina (morto ca. 1099)

## 1093 (V)
- Giovanni Minuto, creato cardinale vescovo di Frascati (morto ca. 1111)

## 1094 (VI)
- Theodoric, creato cardinale presbitero (titolo ignoto) (morto nel dicembre 1118)
- Geoffroy, O.S.B.; creato cardinale presbitero di Santa Prisca (morto nel marzo 1132)
- Alberto, creato cardinale presbitero (titolo ignoto)

## 1095 (VII)
- Maurizio, creato cardinale vescovo di Porto (morto ca. 1100-1103)
- Anastasio, creato cardinale presbitero di San Clemente (morto verso maggio 1125)
- Buonsignore, creato cardinale presbitero (titolo ignoto)
- Dietrich, creato cardinale diacono (diaconia ignota)
- Hermann, creato cardinale diacono (diaconia ignota)
- Hugues, creato cardinale diacono (diaconia ignota)
- Rogero, creato cardinale diacono (diaconia ignota)

## 1097 (VIII)
- Raniero, creato cardinale presbitero di San Clemente (morto ca. 1101)
- Bernardo degli Uberti, O.S.B.Vall., creato cardinale presbitero di San Crisogono (morto nel dicembre 1133); beato

## 1098 (IX)
- Milon, creato cardinale vescovo di Palestrina (morto ca. 1104-1105)

## 1099 (X)
- Offo, creato cardinale vescovo di Nepi (morto dopo il 1113)
- Pietro, creato cardinale presbitero di Santa Cecilia (morto ca. 1107)
- Bobone, creato cardinale presbitero dei Santi Quattro Coronati (morto prima di aprile 1100)
- Pietro, creato cardinale presbitero di San Marcello (morto ca. 1112)
- Raniero, creato cardinale presbitero dei Santi Marcellino e Pietro (morto dopo aprile 1121)
- Lamberto Scannabecchi, Can.Reg.O.S.A., creato cardinale presbitero di Santa Prassede; poi eletto papa con il nome di Onorio II il 15 dicembre 1124 (morto nel 1130)
- Gerardo, creato cardinale presbitero di Santa Prisca (morto ca. 1100)
- Ottone, creato cardinale presbitero di Santa Pudenziana (morto nel 1120)
- Alberto, creato cardinale presbitero di Santa Sabina (morto verso aprile 1100)
- Sigizzone, senior, creato cardinale presbitero di San Sisto (morto ca. 1100)
- Benedetto, creato cardinale presbitero dei Santi Silvestro e Martino (morto ca. 1102)
- Giovanni, creato cardinale presbitero (titolo ignoto)
- Giovanni, creato cardinale presbitero (titolo ignoto)
- Litusense, creato cardinale presbitero (titolo ignoto)
- Gionata, senior, creato cardinale diacono dei Santi Cosma e Damiano (morto ca. 1106)
- Bobone, creato cardinale diacono di San Giorgio in Velabro (morto dopo il 1107)
- Gregorio Caetani, creato cardinale diacono di Santa Lucia in Septisolio (morto tra 1124 e 1130)
- Stefano, creato cardinale diacono di Santa Lucia in Silice (morto ca. 1123)
- Ugo, creato cardinale diacono di San Nicola in Carcere (morto dopo aprile 1117)
- Aldo da Ferentino, creato cardinale diacono dei Santi Sergio e Bacco (morto ca. 1123)
- Bernardo, creato cardinale diacono (diaconia ignota)

## Fonti
- (EN) Current and historical information about the Bishops and Dioceses of the Catholic Hierarchy around the world, su catholic-hierarchy.org.
- (EN) Salvador Miranda, Urban II, su fiu.edu – The Cardinals of the Holy Roman Church, Florida International University. URL consultato il 27 luglio 2015.